# Pusztaföldvár
Pusztaföldvár este un sat în districtul Orosház, județul Békés, Ungaria, având o populație de 1.878 de locuitori (2011). 

## Demografie
Componența etnică a satului Pusztaföldvár
     Maghiari (95,91%)
     Romi (3,78%)
     Români (0,31%)
Componența confesională a satului Pusztaföldvár
     Fără religie (22,68%)
     Luterani (16,13%)
     Reformați (3,83%)
     Necunoscută (57,08%)
     Atei (0,27%)
     Alte religii (0,75%)
Conform recensământului din 2011, satul Pusztaföldvár avea 1.878 de locuitori. Din punct de vedere etnic, majoritatea locuitorilor (95,91%) erau maghiari, cu o minoritate de romi (3,78%). Nu există o religie majoritară, locuitorii fiind persoane fără religie (22,68%), luterani (16,13%) și reformați (3,83%). Pentru 57,08% din locuitori nu este cunoscută apartenența confesională.